# Clitelloxenia hemicyclia
Clitelloxenia hemicyclia är en tvåvingeart som först beskrevs av Schmitz 1931.  Clitelloxenia hemicyclia ingår i släktet Clitelloxenia och familjen puckelflugor. Inga underarter finns listade i Catalogue of Life.